# Psilachnum chrysostigma
Psilachnum chrysostigma är en svampart som först beskrevs av Elias Fries, och fick sitt nu gällande namn av Raitv. 1970. Psilachnum chrysostigma ingår i släktet Psilachnum och familjen Hyaloscyphaceae.   Inga underarter finns listade i Catalogue of Life.